# 야에가시 시게오
야에가시 시게오(일본어: 八重樫 茂生, 1933년 3월 24일 ~ 2011년 5월 2일)는 일본의 전직 축구 선수이자 전 축구 지도자로 현역 시절 포지션은 미드필더였다.

## 클럽 경력
1933년 3월 24일 일본 이와테현 하나마키시 출생으로 모리오카 다이이치 고등학교, 주오 대학, 와세다 대학을 졸업한 뒤 1958년 제프 유나이티드 이치하라 지바에 입단하여 1969년 은퇴할 때까지 11년간 원클럽맨으로 활약하며 1967년 일본 사커 리그 준우승, 천황배 3회 우승 및 1회 준우승에 이바지했고 이에 힘입어 1963년 일본 올해의 축구 선수상과 3회 연속 일본 사커 리그 베스트 11(1966년, 1967년, 1968년)에 선정됐다.

## 국가대표팀 경력
와세다 대학에 재학 중이던 1956년 일본 A대표팀에 처음으로 발탁되어 그 해에 열린 대한민국과의 1956년 하계 올림픽 아시아 지역 예선에서 국제 A매치 데뷔전을 치르며 팀의 본선 진출에 기여했다. 
이후 1966년 아시안 게임에 출전하여 팀 통산 2번째 동메달 획득을 이끌었고 3번의 하계 올림픽(1956년, 1964년, 1968년)에도 출전하여 이 중 1968년 대회에서 일본 축구 역사상 첫 올림픽 축구 동메달 획득에 이바지했으며 1968년 A매치 통산 45경기 11골의 기록을 남긴 뒤 12년간의 대표팀 선수 생활을 마감했다.

## 지도자 시절
1967년 제프 유나이티드 이치하라 지바의 선수 겸 감독으로 본격적인 지도자 생활을 시작했고 이후 1970년 일본 U-20 대표팀을 잠시 맡았고 1977년부터 1981년까지 가와사키 프론탈레의 감독을 맡은 뒤 이후 잠시 물러났다가 1985년부터 1989년까지 가와사키 프론탈레의 감독을 다시 역임했으며 2011년 5월 2일 도쿄도 다마시에서 뇌경색으로 인해 78년간의 생을 마감했다.

## 통계
| 일본 | 일본 | 일본 |
| 연도 | 출전 | 득점 |
| ---- | ---- | ---- |
| 1956 | 3    | 0    |
| 1957 | 0    | 0    |
| 1958 | 2    | 0    |
| 1959 | 5    | 0    |
| 1960 | 1    | 0    |
| 1961 | 7    | 2    |
| 1962 | 7    | 3    |
| 1963 | 5    | 4    |
| 1964 | 2    | 2    |
| 1965 | 4    | 0    |
| 1966 | 2    | 0    |
| 1967 | 3    | 0    |
| 1968 | 4    | 0    |
| 통산 | 45   | 11   |